# Charles Pic
Charles Pic este un pilot de curse, născut la data de 15 februarie 1990 în Montélimar, Drôme, Franța. Charles a debutat în Campionatul Mondial de Formula 1 în sezonul 2012.

## Cariera în Formula 1
| Sezon | Echipă           | Puncte | Loc clasament general |
| ----- | ---------------- | ------ | --------------------- |
| 2012  | Marussia F1 Team | 0      | -                     |
| 2013  | Caterham F1 Team | 0      | -                     |

## Cariera în Motor Sport
| Sezon | Competiție                 | Puncte | Loc clasament general |
| ----- | -------------------------- | ------ | --------------------- |
| 2008  | Formula Renault 3.5 Series | 69     | 6                     |
| 2009  | Formula Renault 3.5 Series | 94     | 3                     |
| 2010  | GP2 Series                 | 28     | 10                    |
| 2011  | GP2 Series                 | 52     | 4                     |